# Eucyclomma
Eucyclomma là một chi bướm đêm thuộc họ Noctuidae.